# Le Tour de la France par deux enfants

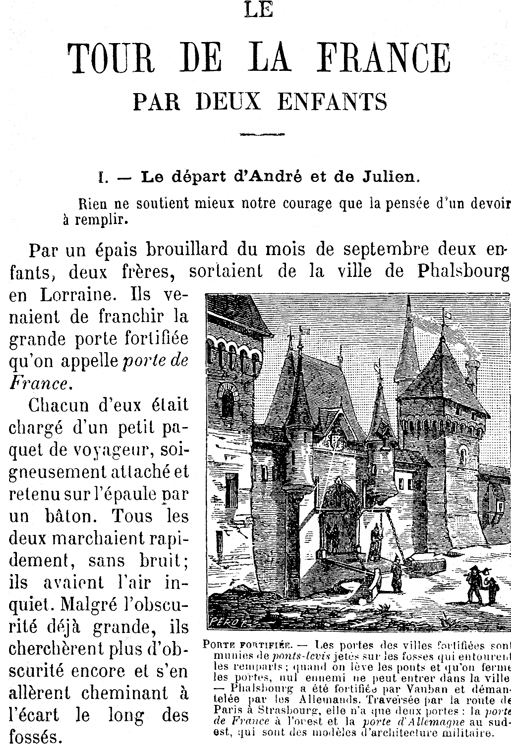
O livro é bem ilustrado a caneta e pinturas de desenhos.

Le Tour de la France par deux enfants (1877) é um livro francês de romance/geografia/viagem/escola. Ele foi escrito por Augustine Fouillée (née Tuillerie) que usou o pseudônimo de G. de Bruno. Ela era a esposa de Alfred Jules Émile Fouillée. O livro foi amplamente utilizado nas escolas da rede de escolas da Terceira República, onde foi influente para gerações de crianças na criação de um sentimento de uma nação unificada da França. O seu sucesso foi tal que chegou a uma tiragem de 6 milhões de cópias em 1900, em 1914 ele vendeu 7 milhões de cópias, ainda era usado nas escolas até a década de 1950 e ainda se mantêm em versão impressa até hoje.  Foi por vezes conhecido como "o pequeno livro vermelho da República."
A história narra a jornada de dois jovens irmãos de Phalsbourg em Lorena, Andrew e Julian Volden, que, seguindo a anexação da Alsácia-Lorena pelos Prússianos nos anos 1870-1871 da Guerra Franco-Prussiana, e a morte de seu pai, partem através das províncias francesas em busca de membros da família. A diversidade das pessoas que encontravam leva-os a tentarem saber mais. Há passagens sobre o sabor dos alimentos locais, o estranho patoá mitigados pela aprendizagem metódica. É muito patriótica e cívica e enfatiza a educação moral, assim como geografia, ciências, história. A história ensina sobre monumentos e símbolos, vidas exemplares dos inventores, soldados e benfeitores patriotas. Eles são muito zelosos para saber mais sobre a França. A riqueza acumulada do conhecimento: agricultura, economia doméstica, higiene ... leva-os a estabelecer uma fazenda utópica chamada "A Grande Terra", simbólico da nação da França.
O livro foi reeditado em 2000 por Belin, e em 2006 pela France Loisirs.

## Adaptações
- A versão do cinema mudo foi lançado em 1923 por Louis Carbonnat para Pathé.
- A série de televisão começou em 1957 para o RTF (rádio e televisão francesa).
- Jean-Luc Godard fez em 1979 para a antena 2, uma série de televisão, por ocasião do centenário do livro.
- O tom conformista e paternalista do livro situa-se numa França ainda em grande parte rural e provincial. Anne Pons escreveu uma adaptação moderna em 1983.